# كريستوفر الأول ملك الدنمارك
كريستوفر الأول (بالدنمركية: Christoffer I) ـ (1219 ـ 29 مايو 1259) ملك الدانمارك بين عامي 1252 و1259. هو ابن الملك فالديمار الثاني ملك الدانمارك من زوجته البرتغالية الأميرة بيرينغاريا. خلف أخويه إريك الرابع بلوفبننغ وأبل على عرش الدانمارك. اختير كريستوفر ملكاً عقب وفاة أخيه الأكبر أبل في صيف 1252 وتوّج في كاتدرائية لوند في يوم عيد الميلاد من سنة 1252.